# Gordonia (bacteria)
Gordonia es un género de bacterias grampositivas de la clase Actinomycetes que recibe su nombre en honor de la bacterióloga estadounidense Ruth E. Gordon. La especie tipo es Gordonia bronchialis.

## Microbiología
Son bacilos cortos o cocos inmóviles parcialmente ácido-alcohol resistentes. Las colonias formadas en medios de cultivo pueden tener colores variados como beis, gris claro, rojo, naranja, amarillo o rosa. Las especies son aerobias, catalasa-positivas y sensibles a la lisozima, además, son saprófitas y se encuentran frecuentemente en el suelo.

## Enfermedad
Las especies de Gordonia puede causar enfermedad en individuos sanos e inmunodeprimidos. El contagio se produce por inhalación de aerosoles, por lo que el órgano que se afecta más habitualmente es el pulmón, pero también se ha observado en muchos otros tejidos. Las especies más patógenas son G. sputi, G. bronchialis y G. terrae. El 89 % de las especies patógenas son sensibles al antibiótico vancomicina.

## Biotecnología
Muchas especies de Gordonia pueden metabolizar hidrocarburos aromáticos para usarlos como fuente de carbono. Mediante ingeniería genética, se puede trasferir esta capacidad a organismos no patógenos. Las moléculas que producen incluyen bendigoles, biosurfactantes, pigmentos, etc.

## Taxonomía
Este género fue identificado por primera vez por Tsukamura en 1971 y se clasificó inicialmente en el género Rhodococcus. En 1988, Stackebrandt et al. volvieron a reconocerlo con análisis del ARN ribosomal 16S. Gordonia cuenta con las siguientes especies:
- Gordonia aichiensis corrig. (Tsukamura 1983) Klatte et al. 1994
- Gordonia alkaliphila Cha y Cha 2013
- Gordonia alkanivorans Kummer et al. 1999
- Gordonia amarae corrig. (Lechevalier and Lechevalier 1974) Klatte et al. 1994
- Gordonia amicalis Kim et al. 2000
- Gordonia araii Kageyama et al. 2006
- Gordonia bronchialis corrig. (Tsukamura 1971) Stackebrandt et al. 1989
- Gordonia caeni Srinivasan et al. 2012
- Gordonia cholesterolivorans Drzyzga et al. 2009
- Gordonia crocea Tamura et al. 2020
- Gordonia defluvii Soddell et al. 2006
- Gordonia desulfuricans Kim et al. 1999
- Gordonia didemni de Menezes et al. 2016
- Gordonia effusa Kageyama et al. 2006
- Gordonia hankookensis Park et al. 2009
- Gordonia hirsuta corrig. Klatte et al. 1996
- Gordonia hongkongensis Tsang et al. 2016
- Gordonia humi Kämpfer et al. 2011
- Gordonia hydrophobica corrig. Bendinger et al. 1995
- Gordonia insulae Kim et al. 2020
- Gordonia iterans Kang et al. 2014
- Gordonia jinhuaensis Li et al. 2014
- Gordonia lacunae Le Roes et al. 2009
- Gordonia malaquae Yassin et al. 2007
- Gordonia mangrovi Xie et al. 2020
- Gordonia namibiensis Brandão et al. 2002
- Gordonia neofelifaecis Liu et al. 2011
- Gordonia oryzae Muangham et al. 2019
- Gordonia otitidis Iida et al. 2005
- Gordonia paraffinivorans Xue et al. 2003
- Gordonia phosphorivorans Kämpfer et al. 2013
- Gordonia phthalatica Jin et al. 2017
- Gordonia polyisoprenivorans Linos et al. 1999
- Gordonia rhizosphera Takeuchi y Hatano 1998
- Gordonia rubripertincta corrig. (Hefferan 1904) Stackebrandt et al. 1989
- Gordonia sediminis Sangkanu et al. 2019
- Gordonia shandongensis Luo et al. 2007
- Gordonia sihwensis Kim et al. 2003
- Gordonia sinesedis Maldonado et al. 2003
- Gordonia soli Shen et al. 2006
- Gordonia spumicola Tamura et al. 2020
- Gordonia sputi corrig. (Tsukamura y Yano 1985) Stackebrandt et al. 1989
- Gordonia terrae corrig. (Tsukamura 1971) Stackebrandt et al. 1989
- Gordonia westfalica Linos et al. 2002